# 四至本愛子
四至本 愛子（ししもと あいこ、1910年12月11日 - 2013年1月25日）は、日本のジャーナリスト。四至本八郎の妻。大伴昌司の母。戸籍名は四至本アイ。
福島県東白川郡塙町生まれ。宇都宮女学校（現在の栃木県立宇都宮女子高等学校）を卒業し、進学のため上京。その後、幼時から関心のあった社会運動に参加するようになり、婦女通信社に記者として勤務するかたわら、社会民衆党の本部に出入りするようになる。1931年には、吉野作造の長女の赤松明子に提唱された社会民衆党の婦人同盟の結成に参加し、広報担当者として機関紙を受け持つ。また、鐘紡本社に鐘紡女工学校を作り、女工たちに社会運動への自覚を促す講義をおこなった。
当時、作家の山田順子や柳原白蓮たちと交流。また、日本大学芸術学部に通い、横光利一や浅原鏡村、久野豊彦といった文士の講義を受ける。同門の吉行エイスケとともに、土手三番町（現在の東京都千代田区）の吉行宅で横光たち講師と文学談義を交わすこともあった。
戦後は、1948年ごろから『日米時事』でコラムを40年にわたって連載し、日本の事情を米国に伝え続けた。